# Wargnies
Wargnies é uma comuna francesa na região administrativa de Altos da França, no departamento de Somme. Estende-se por uma área de 2,82 km². Em 2010 a comuna tinha 89 habitantes (densidade: 31,6 hab./km²).